# Aziatische auto in 1976
Dit artikel geeft een overzicht van alle Aziatische personenwagens geproduceerd in 1976 door een belangrijke autoconstructeur. De auto's staan alfabetisch gerangschikt per merk. Hier staan enkel Aziatische merken, ongeacht of ze eigendom zijn van een niet-Aziatisch concern. Ook gaat het om constructeurs die algemeen bekend zijn met auto's die algemeen voor het publiek verkrijgbaar zijn. 
| Daihatsu |                  | concern:       | Toyota Japan |
| Daihatsu | divisie:         |                |              |
| Daihatsu | merk:            | Daihatsu Japan |              |
| Daihatsu | model:           | Fellow Max     |              |
| Daihatsu | einde productie: | 1977           |              |
| Daihatsu | productieaantal: | ?              |              |

| Daihatsu |                  | concern:       | Toyota Japan |
| Daihatsu | divisie:         |                |              |
| Daihatsu | merk:            | Daihatsu Japan |              |
| Daihatsu | model:           | Delta          |              |
| Daihatsu | einde productie: | 1982           |              |
| Daihatsu | productieaantal: | ?              |              |

| Honda |                  | concern:     | Onafhankelijk |
| Honda | divisie:         |              |               |
| Honda | merk:            | Honda Japan  |               |
| Honda | model:           | Accord coupe |               |
| Honda | einde productie: | 1981         |               |
| Honda | productieaantal: | ?            |               |

| Mitsubishi |                  | concern:         | Onafhankelijk |
| Mitsubishi | divisie:         |                  |               |
| Mitsubishi | merk:            | Mitsubishi Japan |               |
| Mitsubishi | model:           | Galant Lamda     |               |
| Mitsubishi | einde productie: | 1981             |               |
| Mitsubishi | productieaantal: | ?                |               |

| Nissan |                  | concern:                   | Onafhankelijk |
| Nissan | divisie:         |                            |               |
| Nissan | merk:            | Nissan Japan               |               |
| Nissan | model:           | Bluebird 810/Hardtop/wagon |               |
| Nissan | einde productie: | 1980                       |               |
| Nissan | productieaantal: | ?                          |               |

| Subaru |                  | concern:     | Onafhankelijk |
| Subaru | divisie:         |              |               |
| Subaru | merk:            | Subaru Japan |               |
| Subaru | model:           | Rex          |               |
| Subaru | einde productie: | 1981         |               |
| Subaru | productieaantal: | ?            |               |

| Suzuki |                  | concern:     | Onafhankelijk |
| Suzuki | divisie:         |              |               |
| Suzuki | merk:            | Suzuki Japan |               |
| Suzuki | model:           | LJ 50/80     |               |
| Suzuki | einde productie: | 1982         |               |
| Suzuki | productieaantal: | ?            |               |

| YLN |                  | concern:   | Onafhankelijk |
| YLN | divisie:         |            |               |
| YLN | merk:            | YLN Taiwan |               |
| YLN | model:           | 803        |               |
| YLN | einde productie: | 1980       |               |
| YLN | productieaantal: | ?          |               |